# ای‌پی سکوت پیوسته
ای‌پی سکوت پیوسته (انگلیسی: Continued Silence EP) پنجمین ای‌پی از گروه موسیقی راک آمریکایی ایمجین درگنز است که در ۱۴ فوریه ۲۰۱۲ توسط اینترسکوپ رکوردز منتشر شد. این ای‌پی در وست‌لیک ریکوردین استودیوز ضبط شده‌است.